# فقط ببین
«فقط ببین» (به انگلیسی: OnlySee) نخستین آلبوم موسیقی از هنرمند اهل استرالیا سیا است که در سال ۱۹۹۷ میلادی منتشر شد.